# Бер л'Етан
Бер л'Етан (фр. Berre-l'Etang) насеље је и општина у Француској у региону Прованса-Алпи-Азурна обала, у департману Ушће Роне која припада префектури Истр.
По подацима из 2011. године у општини је живело 13.840 становника, а густина насељености је износила 317,14 становника/km². Општина се простире на површини од 43,64 km². Налази се на средњој надморској висини од 5 метара (максималној 146 m, а минималној 0 m).

## Демографија
| 1962.  | 1968.  | 1975.  | 1982.  | 1990.  | 1999.  | 2011.  |
| ------ | ------ | ------ | ------ | ------ | ------ | ------ |
| 10.327 | 11.588 | 12.069 | 12.562 | 12.672 | 13.415 | 13.840 |

График промене броја становника у току последњих година